# Raul Hilberg
Raul Hilberg (Viena, 2 de junho de 1926 – Williston, Vermont, 4 de agosto de 2007) foi um dos mais conhecidos e respeitados historiadores do Holocausto.
Christopher R. Browning o chamou de o pai fundador dos Estudos do Holocausto e sua magnum opus de três volumes e 1 273 páginas, A Destruição dos Judeus Europeus, é considerada seminal para a pesquisa sobre a Solução Final nazista.

## A Destruição dos Judeus Europeus
Hilberg é mais conhecido por seu estudo influente sobre o Holocausto, A Destruição dos Judeus Europeus. Sua abordagem assumia que o evento da Shoá não era "único". Ele disse em uma entrevista tardia:
Citação: Para mim, o Holocausto foi um evento vasto e singular, mas nunca vou usar a palavra único, porque reconheço que quando alguém começa a dividi-lo em partes, que é meu ofício, encontra ingredientes completamente reconhecíveis e comuns.
Seu orientador final de doutorado, Professor Fox, preocupava-se que o estudo original fosse longo demais. Hilberg então sugeriu submeter apenas um quarto da pesquisa que havia escrito, e sua proposta foi aceita. Sua dissertação de doutorado recebeu o prestigioso prêmio Clark F. Ansley, que lhe dava o direito de ser publicada pela Columbia University Press em uma tiragem de 850 exemplares. No entanto, Hilberg estava firme em desejar que toda a obra fosse publicada, não apenas a versão doutoral. Para obter isso, duas opiniões a favor da publicação completa eram necessárias. O Yad Vashem, já em 1958, recusou-se a participar de sua publicação projetada, temendo que ela encontrasse "críticas hostis". A obra foi devidamente submetida a duas autoridades acadêmicas adicionais na área, mas ambos os julgamentos foram negativos, vendo o trabalho de Hilberg como polêmico: um rejeitou-o como anti-alemão, o outro rejeitou-o como antijudaico.

### Luta pela publicação
Hilberg, não disposto a comprometer-se, submeteu o manuscrito completo a várias grandes editoras ao longo dos seis anos seguintes, sem sorte. A Princeton University Press rejeitou o manuscrito, por conselho de Hannah Arendt, depois de avaliá-lo rapidamente em apenas duas semanas. Após sucessivas rejeições de cinco editoras proeminentes, finalmente foi publicado em 1961 sob um selo menor, a editora Quadrangle Books, com sede em Chicago. O Yad Vashem também renegou um acordo inicial para publicar o manuscrito, uma vez que tratava como marginal a resistência armada judaica central à narrativa sionista. Por boa sorte, um patrono rico, Frank Petschek, um judeu alemão-tcheco cujo negócio familiar de carvão havia sofrido com o programa de arianização nazista, desembolsou 15 000 dólares, uma quantia substancial na época, para cobrir os custos de uma tiragem de 5 500 volumes, dos quais cerca de 1 300 exemplares foram reservados para distribuição a bibliotecas.

A resistência ao trabalho de Hilberg, as dificuldades que ele encontrou para encontrar um editor americano e os atrasos subsequentes com a edição alemã deveram-se muito à atmosfera da Guerra Fria da época, segundo Norman Finkelstein. Finkelstein observou em um artigo de 2007 para CounterPunch:
Citação: É difícil lembrar agora que o holocausto nazista foi uma vez um assunto tabu. Durante os primeiros anos da Guerra Fria, a menção do holocausto nazista era vista como prejudicial à aliança crítica EUA-Alemanha Ocidental. Era expor a roupa suja das elites da Alemanha Ocidental mal desnazificadas e, assim, jogar nas mãos da União Soviética, que não se cansava de lembrar os crimes dos "revanchistas" da Alemanha Ocidental.
Os direitos alemães do livro foram adquiridos pela editora alemã Droemer Knaur em 1963. A Droemer Knaur, no entanto, após hesitar sobre ele por dois anos, decidiu contra a publicação, devido à documentação da obra de certos episódios de cooperação das autoridades judaicas com os executores do Holocausto – material que os editores disseram que apenas jogaria nas mãos da ala direita antissemita na Alemanha. Hilberg descartou esse temor como "absurdo". Cerca de duas décadas se passariam antes que finalmente saísse em uma edição alemã em 1982, sob o selo de uma editora berlinense. Hilberg – um eleitor vitalício do Partido Republicano, segundo Norman Finkelstein e Michael Neumann – parecia estar um tanto perplexo com a perspectiva de ser publicado sob tal selo, e perguntou ao seu diretor, Ulf Wolter, o que diabos seu tratado massivo sobre o Holocausto tinha em comum com alguns dos temas básicos da empresa, socialismo e direitos das mulheres. Wolter respondeu sucintamente: "Injustiça!". Em uma carta de 14 de julho de 1982, Hilberg havia escrito ao diretor Ulf Wolter, parceiro de Werner Olle na empresa Olle & Wolter, "Tudo o que você me disse durante esta breve visita me impressionou muito e me deu uma boa sensação sobre nosso empreendimento conjunto. Estou feliz que você seja meu editor na Alemanha." Ele falou sobre uma "segunda edição" de seu trabalho, "sólida o suficiente para o próximo século".

### Abordagem e estrutura do livro
A Destruição dos Judeus Europeus forneceu "a primeira descrição clara da maquinaria incrivelmente complicada de destruição" (Hannah Arendt) estabelecida sob o nazismo. Para Hilberg, havia profunda ironia no julgamento, já que Arendt, solicitada a dar uma opinião sobre seu manuscrito em 1959, havia aconselhado contra a publicação. Seu julgamento influenciou a carta de rejeição que ele recebeu da Princeton University Press após sua submissão, negando-lhe assim uma editora acadêmica convencional.
Com uma lucidez concisa que se estendia, com meticulosidade implacável, sobre os enormes arquivos do nazismo, Hilberg delineou a história dos mecanismos, políticos, legais, administrativos e organizacionais, pelos quais o Holocausto foi perpetrado, como foi visto através dos olhos alemães, frequentemente pelos funcionários anônimos cuja dedicação inquestionável aos seus deveres era central para a eficácia do projeto industrial de genocídio. Hilberg absteve-se de enfatizar o sofrimento das vítimas do Holocausto ou suas vidas nos campos de concentração. O programa nazista implicava a destruição de todos os povos cuja existência era considerada incompatível com o destino histórico-mundial de uma raça superior pura – e para realizar este projeto, eles tiveram que desenvolver técnicas, reunir recursos, tomar decisões burocráticas, organizar campos e campos de extermínio e recrutar quadros capazes de executar a Solução Final. Era suficiente encontrar cada fio intrincado de comunicação sobre como conduzir a operação eficientemente através do enorme rastro de papel arquivístico para mostrar como isso aconteceu. Assim, seu discurso investigou os meios burocráticos para implementar o genocídio, para deixar o horror implícito do processo falar por si só.
Nisso, ele diferiu radicalmente daqueles que se concentraram nas responsabilidades finais, como no caso de seu predecessor Gerald Reitlinger e sua história pioneira do assunto. Por causa desta estrutura burocrática em camadas e departamentalizada que supervisionava as políticas intrincadas de classificação, mobilização e deportação de vítimas, funcionários individuais viam seus papéis como distintos da "perpetração" real do Holocausto. Assim, por essas razões, um administrador, funcionário ou guarda uniformizado nunca se referia a si mesmo como "perpetrador". Hilberg deixou claro que tais funcionários estavam bastante cientes de seu envolvimento no que era um processo de destruição. A documentação minuciosa de Hilberg construiu uma análise funcional da maquinaria do genocídio, deixando sem resposta quaisquer questões sobre antissemitismo histórico e possíveis elementos estruturais na tradição histórico-social da Alemanha que poderiam ter conduzido à industrialização sem precedentes da catástrofe judaica europeia por esse país.
Yehuda Bauer, um adversário e amigo vitalício de Hilberg – ele o havia ajudado a finalmente obter acesso aos arquivos do Yad Vashem – que frequentemente se chocava polemicamente com o homem que considerava "sem falha" sobre o que Bauer via como a falha deste último em lidar com os dilemas complexos dos judeus capturados nesta maquinaria, lembra-se de frequentemente cutucá-lo sobre seu foco exclusivo no como do Holocausto em vez do por quê. Segundo Bauer, Hilberg "não fazia as grandes perguntas por medo de que as respostas fossem pequenas demais" ou, como Hilberg diz no filme de Claude Lanzmann Shoá, "Nunca comecei fazendo as grandes perguntas, porque sempre tive medo de que chegaria a pequenas respostas".
A abordagem empírica e descritiva de Hilberg ao Holocausto, embora tenha exercido uma influência não totalmente reconhecida, mas difusa na obra muito mais conhecida de Hannah Arendt, Eichmann em Jerusalém, por sua vez despertou considerável controvérsia, não menos por causa de seus detalhes sobre a cooperação dos conselhos judaicos nos procedimentos de evacuação para os campos. Hilberg respondeu graciosamente à pesquisa pioneira de Isaiah Trunk sobre os Judenräte, que foi crítica da avaliação de Hilberg sobre a questão.

### Recepção crítica
O estudo de Hilberg foi elogiado por acadêmicos e pela imprensa americana. Suas descobertas de que toda a sociedade alemã estava envolvida no "processo de destruição" chamaram atenção. Alguns acadêmicos argumentaram que Hilberg negligenciou a ideologia nazista e a natureza do regime. A alegação de Hilberg de que os judeus ajudaram seus próprios perseguidores provocou um debate entre acadêmicos judeus e na imprensa judaica. Segundo um estudo de 2021, "a recepção da obra de Hilberg marca um passo crucial na formação do Holocausto como parte da consciência histórica".
Na época, a maioria dos historiadores do fenômeno subscrevia ao que hoje seria chamado de posição intencionalista extrema, onde em algum momento no início de sua carreira, Hitler desenvolveu um plano mestre para o genocídio do povo judeu e que tudo o que aconteceu foi o desdobramento do plano. Isso entrava em conflito com a lição que Hilberg havia absorvido sob Neumann, cujo Behemoth: A Estrutura e Prática do Nacional-Socialismo (1942/1944) descrevia o regime nazista como uma ordem política virtualmente sem estado caracterizada por lutas burocráticas crônicas e disputas territoriais. A tarefa que Hilberg estabeleceu para si mesmo foi analisar a maneira como as políticas gerais de genocídio foram engendradas dentro da política conflitante das facções nazistas. Ajudou que os americanos classificando a enorme quantidade de documentos nazistas usados precisamente as categorias que seu futuro mentor Neumann havia empregado em seu estudo Behemoth.
Hilberg passou a ser considerado como o principal representante do que uma geração posterior chamou de escola funcionalista da historiografia do Holocausto, da qual Christopher Browning, cuja vida foi mudada pela leitura do livro de Hilberg, é um membro proeminente. O debate é que os intencionalistas veem "o Holocausto como o plano determinado e premeditado de Hitler, que ele implementou conforme a oportunidade surgiu", enquanto os funcionalistas veem "a Solução Final como uma evolução que ocorreu quando outros planos se mostraram insustentáveis". Os intencionalistas argumentam que a iniciativa para o Holocausto veio de cima, enquanto os funcionalistas sustentam que veio de escalões inferiores dentro da burocracia.
Frequentemente observou-se que a opus magnum de Hilberg começa com uma tese intencionalista, mas gradualmente muda para uma posição funcionalista. Na época, essa abordagem levantou algumas sobrancelhas, mas só mais tarde realmente atraiu discussão acadêmica pontuada. Um movimento adicional em direção a uma interpretação funcionalista ocorreu na edição revisada de 1985, na qual Hitler é retratado como uma figura remota dificilmente envolvida na maquinaria de destruição. Os termos funcionalista e intencionalista foram cunhados em 1981 por Timothy Mason, mas o debate remonta a 1969 com a publicação de O Estado de Hitler de Martin Broszat em 1969 e O Caminho Tortuoso para Auschwitz de Karl Schleunes em 1970. Como a maioria dos primeiros historiadores funcionalistas eram alemães ocidentais, era frequentemente suficiente para os historiadores intencionalistas, especialmente para aqueles fora da Alemanha, notar que homens como Broszat e Hans Mommsen haviam passado sua adolescência na Juventude Hitlerista e então dizer que seu trabalho era uma apologia para o Nacional-Socialismo. Hilberg era judeu e um austríaco que havia fugido para os Estados Unidos para escapar dos nazistas e não tinha simpatias nazistas, o que ajuda a explicar a veemência dos ataques dos historiadores intencionalistas que saudaram a edição revisada de A Destruição dos Judeus Europeus em 1985.

A compreensão de Hilberg sobre a relação entre a liderança da Alemanha nazista e os implementadores do genocídio evoluiu de uma interpretação baseada em ordens para o RSHA originando-se com Adolf Hitler e proclamadas por Hermann Göring, para uma tese consistente com As Origens da Solução Final de Christopher Browning, um relato no qual iniciativas foram empreendidas por funcionários de nível médio em resposta a ordens gerais de superiores. Tais iniciativas foram ampliadas por mandatos de funcionários superiores e propagadas por canais cada vez mais informais. A experiência ganha no cumprimento das iniciativas alimentou uma compreensão na burocracia de que objetivos radicais eram alcançáveis, reduzindo progressivamente a necessidade de direção. Como Hilberg colocou,
Citação: À medida que o regime nazista se desenvolveu ao longo dos anos, toda a estrutura de tomada de decisões foi alterada. Primeiro havia leis. Depois havia decretos implementando leis. Então foi feita uma lei dizendo: "Não haverá leis". Depois havia ordens e diretrizes que eram escritas, mas ainda publicadas em gazetas ministeriais. Depois havia governo por anúncio; ordens apareciam em jornais. Depois havia as ordens silenciosas, as ordens que não eram publicadas, que estavam dentro da burocracia, que eram orais. Finalmente, não havia ordens nenhumas. Todo mundo sabia o que tinha de fazer.
Em edições anteriores de Destruição, de fato, Hilberg discutiu uma "ordem" dada por Hitler para matar judeus, enquanto edições mais recentes não se referem a um comando direto. Em uma entrevista de 1999 com D.D. Guttenplan, Hilberg comentou que ele "fez essa mudança no interesse da precisão sobre a evidência...". Não obstante o foco de Hilberg no impulso burocrático como uma força indispensável por trás do Holocausto, ele manteve que o extermínio dos judeus era um dos objetivos de Hitler: "A noção primária na Alemanha é que Hitler fez isso. Como acontece, essa também é minha noção, mas não estou casado com ela".
Isso contradiz a tese avançada por Daniel Goldhagen de que a ferocidade do antissemitismo alemão é suficiente como explicação para o Holocausto; Hilberg notou que o antissemitismo era mais vicioso na Europa Oriental do que na Alemanha nazista. Hilberg criticou a erudição de Goldhagen, que ele chamou de pobre ("seu padrão acadêmico está no nível de 1946") e foi ainda mais duro sobre a falta de competência em fontes primárias ou literatura secundária em Harvard por parte daqueles que supervisionaram a pesquisa para o livro de Goldhagen. Hilberg disse: "Esta é a única razão pela qual Goldhagen pôde obter um doutorado em ciência política em Harvard. Não havia ninguém no corpo docente que pudesse ter verificado seu trabalho." Esta observação foi ecoada por Yehuda Bauer.

O que é mais controverso sobre o trabalho de Hilberg, cujas implicações controversas influenciaram a decisão das autoridades israelenses de negar-lhe acesso aos arquivos do Yad Vashem, foi sua avaliação de que elementos da sociedade judaica, como os Judenräte (Conselhos Judaicos), foram cúmplices no genocídio. e que isso estava parcialmente enraizado em atitudes de longa data dos judeus europeus, em vez de tentativas de sobrevivência ou exploração. Em suas próprias palavras:
Citação: Tive que examinar a tradição judaica de confiar em Deus, príncipes, leis e contratos... Finalmente tive que ponderar o cálculo judaico de que o perseguidor não destruiria o que ele poderia explorar economicamente. Foi precisamente esta estratégia judaica que ditou acomodação e impediu resistência.
Esta parte de seu trabalho foi criticada duramente por muitos judeus como ímpia e uma difamação dos mortos. Seu orientador de mestrado o persuadiu a remover essa ideia de sua tese, embora ele estivesse determinado a restaurá-la. Até mesmo seu pai, ao ler seu manuscrito, ficou desconcertado.

O resultado de sua abordagem, e a crítica severa que despertou em certos círculos, foi tal, como ele registra no mesmo livro, que:
Citação: Levou algum tempo para absorver o que eu sempre deveria ter sabido, que em toda minha abordagem ao estudo da destruição dos judeus eu estava me opondo à corrente principal do pensamento judaico, que em minha pesquisa e escrita eu estava perseguindo não meramente outra direção, mas uma que era o exato oposto de um sinal que pulsava incessantemente através da comunidade judaica... Os filisteus em meu campo estão em toda parte. Estou cercado pelo lugar-comum, chavões e clichês.

## Obras
- Hilberg, Raul (1971). Documents of Destruction: Germany and Jewry, 1933–1945. Chicago: Quadrangle Books. ISBN 978-081290192-4
- Hilberg, Raul (1988). The Holocaust Today. Col: B.G. Rudolph lectures in Judaic studies. [S.l.]: Syracuse University Press
- Hilberg, Raul (1992). Perpetrators, Victims, Bystanders: The Jewish Catastrophe, 1933–1945. [S.l.]: Aaron Asher Books. ISBN 0-06-019035-3
- Hilberg, Raul (1995). «The Fate of the Jews in the Cities». In:  Rubenstein, Richard L.; Rubenstein, Betty Rogers; Berenbaum, Michael. What kind of God?: Essays in honor of Richard L. Rubenstein. [S.l.]: University Press of America. pp. 41–50
- Hilberg, Raul (1996). The Politics of Memory: The Journey of a Holocaust Historian. Chicago: Ivan R. Dee. ISBN 1-56663-428-8
- Hilberg, Raul (2000). «The Destruction of the European Jews: Precedents». In:  Bartov, Omer. Holocaust: Origins, implementation, aftermath. London: Routledge. pp. 21–42. ISBN 0-415-15035-3
- Hilberg, Raul (2001). Sources of Holocaust Research: An Analysis. Chicago: Ivan R. Dee. ISBN 978-156663379-6
- Hilberg, Raul (2003) [First published 1961]. The Destruction of the European Jews 3rd revised ed. [S.l.]: Yale University Press. ISBN 978-030009592-0
- Hilberg, Raul; Staron, Stanislav; Kermisz, Josef, eds. (1999) [First published in 1979 by Stein & Day]. The Warsaw Diary of Adam Czerniakow: Prelude to Doom Reprint ed. [S.l.]: Ivan R Dee. ISBN 978-156663230-0